# Edmund Przekop
Edmund Przekop (ur. 17 września 1937 w Woźnejwsi (pow. Grajewo), zm. 18 października 1999) – ksiądz, profesor KUL, badacz historii i prawa Kościołów Wschodnich. 

## Życiorys
W 1966 na podstawie rozprawy napisanej pod kierunkiem Józefa Rybczyka uzyskał stopień naukowy doktora prawa kanonicznego na KUL. Na uczelni tej został zatrudniony w 1969; 1970 – adiunkt, 1974 – docent, 1984 – profesor nadzwyczajny. w latach 1984-1986 kierownik Katedry Historii i Prawa Kościołów Wschodnich w Sekcji Prawa Kanonicznego. w latach 1970-1974 dyrektor Biura zarządu Głównego towarzystwa Przyjaciół KUL. W latach 1978-1983 konsultor Papieskiej Komisji ds. Reformy kodeksu Prawa Kościołów Wschodnich. Od 1992 kapłan diecezji ełckiej. Kierownik Katedry Prawa Kanonicznego Kościołów Wschodnich Wydziału Teologii Uniwersytetu Warmińsko-Mazurskiego.
W 2014 tygodnik „Gość Niedzielny” podał, że ks. Edmund Przekop był od 1977 tajnym współpracownikiem Służby Bezpieczeństwa (TW „Wacław Styka”).

## Wybrane publikacje
- Rzym a katolickie patriarchaty Wschodu w pierwszym tysiącleciu Kościoła, Lublin: Katolicki Uniwersytet Lubelski 1973.
- Pozycja prawna patriarchy wschodniego Kościoła Katolickiego, KUL, Lublin 1976.
- Sakramenty święte w prawie katolickich kościołów wschodnich, Redakcja Wydawnictw KUL, Lublin 1979.
- Wschodnie patriarchaty starożytne, „Pax”, Warszawa 1984.
- Rzym – Konstantynopol: na drogach podziału i pojednania, Warmińskie Wydawnictwo Diecezjalne, Olsztyn 1987.